# 奥伦塞站
奧倫塞車站原名奧倫塞-恩帕爾梅車站，是西班牙加利西亞自治區奧倫塞省奧倫塞的鐵路車站，隸屬於西班牙國家鐵路，於1952年9月23日開業，2021年西班牙高速鐵路將投入營運。